# Kiko Argüello

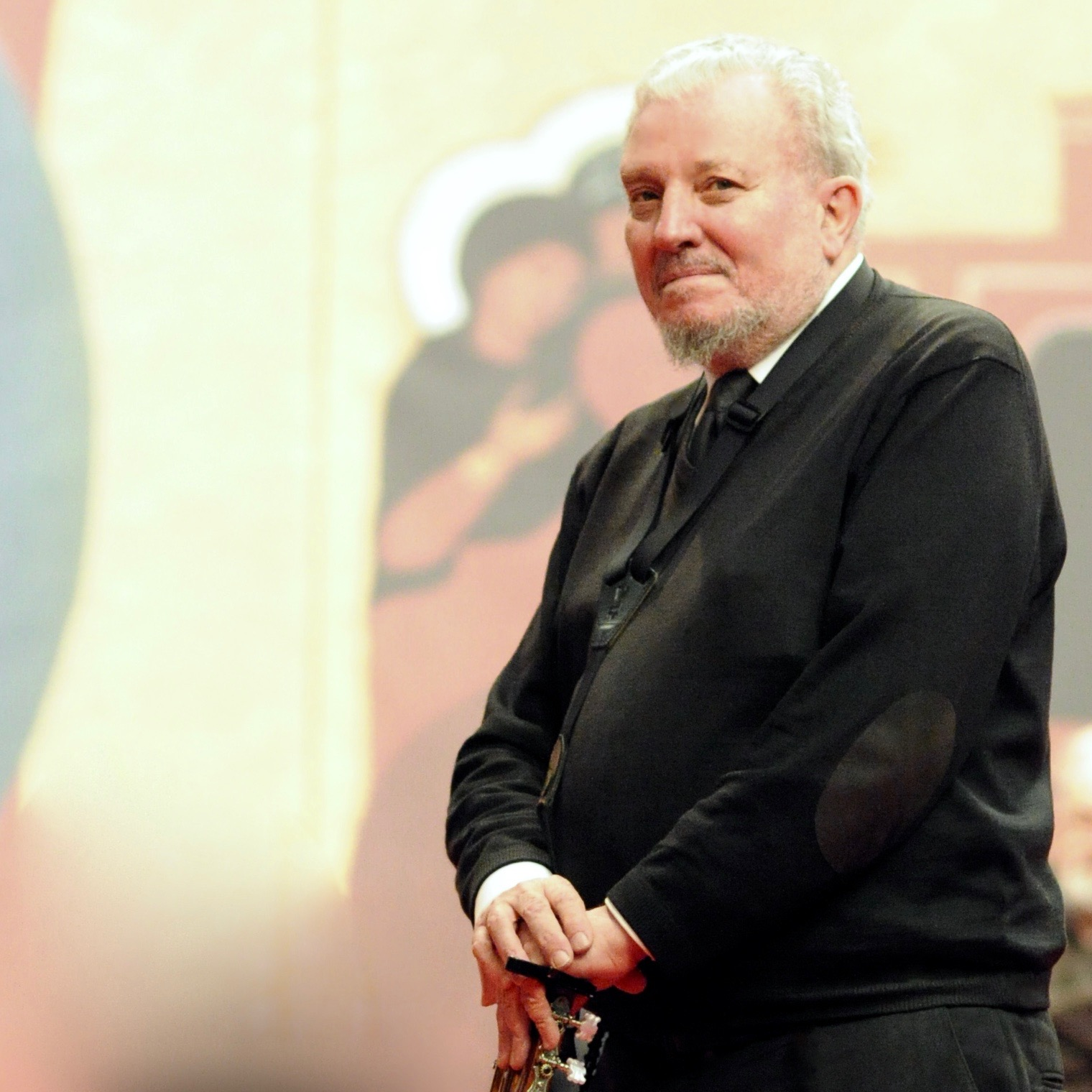
Kiko Argüello in Montreal (2017)

Kiko Argüello (Aussprache des Nachnamens: [arˈgweʎo]; eigentlich Francisco José Gómez-Argüello Wirtz, auch Gómez de Argüello; * 9. Januar 1939 in León) ist ein spanischer Kunstmaler und zusammen mit Carmen Hernández Initiator des Neo-Katechumenalen Wegs (NKW), einer römisch-katholischen neuen geistlichen Bewegung evangelikalen Zuschnitts, als deren spiritueller Führer Kiko etwa seit den 1970er Jahren weltweit großen innerkirchlichen Einfluss gewonnen hat. Seit 1993 wurde er als Berater verschiedener Dikasterien der päpstlichen Kurie herangezogen.

## Leben

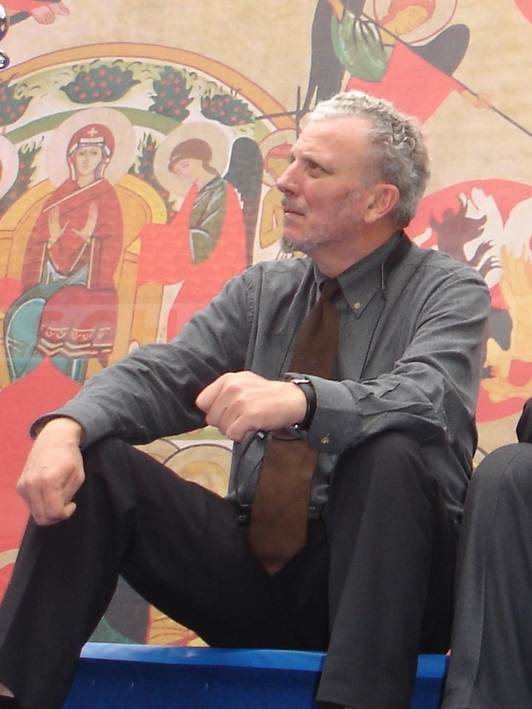
Kiko Argüello beim Weltjugendtagsvortreffen 2005 in Amsterdam

Argüello wurde in ein katholisches Elternhaus geboren, wandte sich aber laut eigener Aussage vom Glauben und von der Kirche ab. Er studierte an der Königlichen Kunstakademie San Fernando in Madrid. Als 20-jähriger Kunststudent gewann er 1959 mit einem bäuerlichen Gruppenporträt („La espera“) den mit 20.000 Peseten (kaufkraftbereinigt in heutiger Währung: rund 3.000 Euro) dotierten Sonderpreis des von der offiziellen franquistischen Jugendorganisation Delegación Nacional del Frente de Juventudes spanienweit ausgeschriebenen „Ersten Jugendkunstwettbewerbs“ (Primer Certamen Juvenil de Arte) in der Kategorie der 14- bis 21-Jährigen.
Nach einer existenziellen Krise, in der er nach späterer Darstellung religiöse Einsichten über die Gegenwart Jesu Christi in den unschuldig leidenden Armen und Zurückgestellten in der Welt gewann, wandte er sich einem religiösen Leben zu. Inspiriert durch das Beispiel von Charles de Foucauld bezog er 1963 in dem damaligen Slumviertel Palomeras Altas (Stadtbezirk Puente de Vallecas) im Süden Madrids eine Baracke und begann, die Bewohner zu katechesieren, d. h. in das Wesen des christlichen Glaubens, wie er ihn verstand, einzuführen. Es bildete sich ein Kreis von Anhängern, die seine religiösen Vorträge hörten und gemeinsam beteten. Den Auftrag, „kleine christliche Gemeinschaften wie die heilige Familie von Nazareth“ zu bilden, will Kiko nach späteren eigenen Schilderungen im Rahmen einer Marienerscheinung am 8. Dezember 1959, dem Fest Mariä Empfängnis, von der Gottesmutter erhalten haben.
1964 stießen die Theologin Carmen Hernández (1930–2016) und bald auch der Comboni-Missionar und Priester Mario Pezzi (* 1941) zu ihm und beteiligten sich an der christlichen Missionsarbeit Kikos, aus der die ab 1972 als „Neo-Katechumenaler Weg“ bezeichnete Bewegung hervorging. Nach einer Empfehlung durch den Madrider Erzbischof Casimiro Morcillo González zogen Hernández und Argüello im Sommer 1968 nach Rom, wo sie die erste neokatechumenale Gemeinschaft außerhalb Spaniens gründeten. Ab 1972 ernannten sie sogenannte Itineranten, reisende Katechisten, die die Bewegung in aller Welt verbreiteten. Im selben Jahr stellten sie ihren Ansatz, der katechetische und gottesdienstliche Elemente vereint, einer Expertenkommission der Kongregation für den Gottesdienst vor. Danach belobigte die Kongregation die Bewegung ausdrücklich, in dieser Zeit wurde die Bezeichnung „Neokatechumenat“ bzw. „neokatechumenale Gemeinschaften“ festgelegt. Auch Papst Paul VI. äußerte sich in einer Ansprache am 8. Mai 1974 positiv über die Gemeinschaft.
Argüello und seine beiden Mitgründer haben sich die Führung der auch innerhalb der katholischen Kirche umstrittenen Gemeinschaft auf Lebenszeit vorbehalten. Er fordert von den Anhängern „vollkommene[n] Gehorsam. Denn wo es keinen Gehorsam gegenüber den Katechisten gibt, gibt es keinen katechumenalen Weg“.

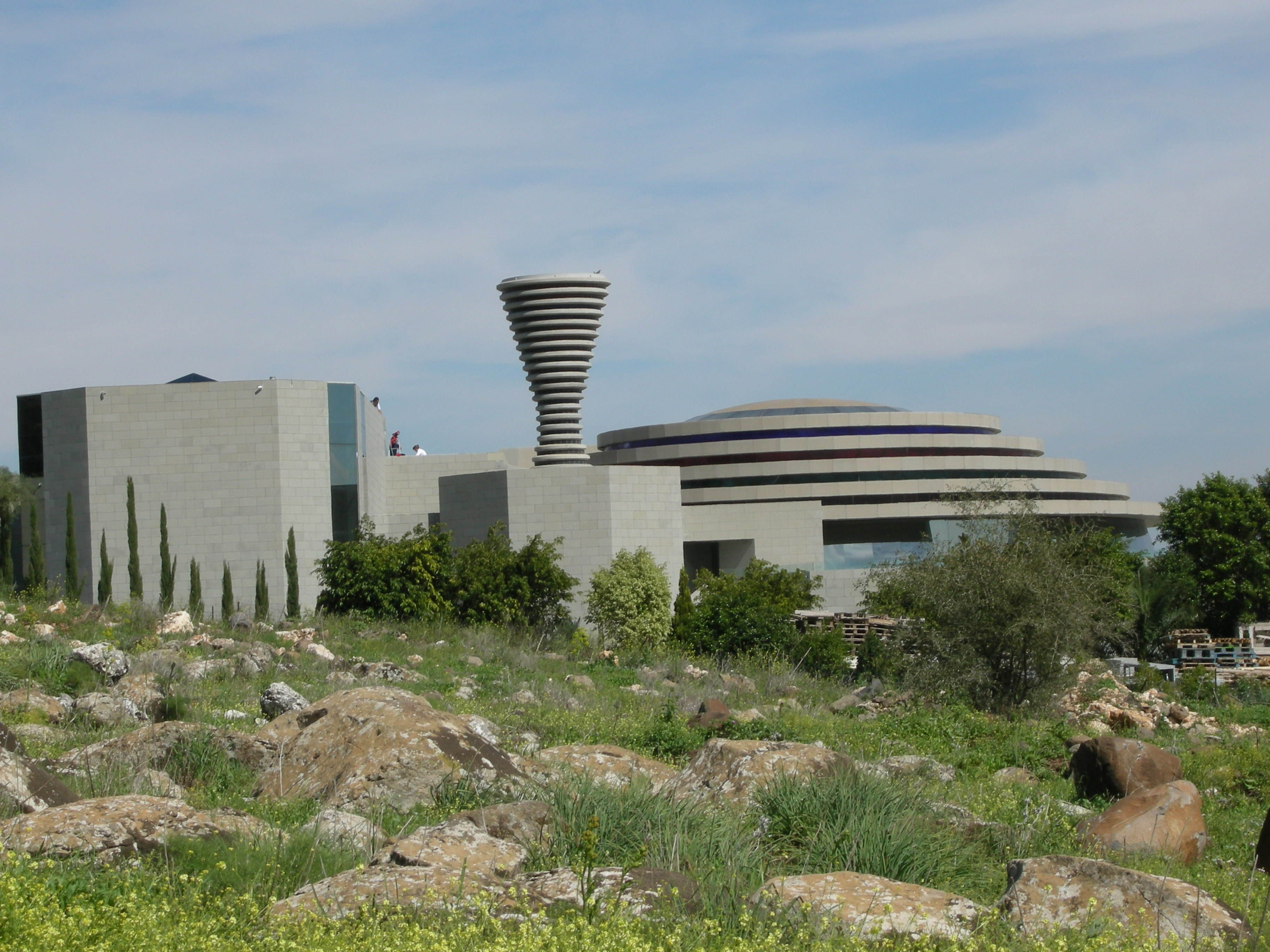
Von Kiko entworfener Komplex Domus Galilaeae nahe Kafarnaum in Israel

Kiko Argüello hat eine eigene, „neue Ästhetik“ entwickelt, die den Anspruch erhebt, die kirchliche Ästhetik des dritten Jahrtausends zu sein. Die Ikonenmalerei ist für ihn ein wichtiges Mittel der Evangelisierung. Alle Ikonen und Bilder, die Kirchen und Versammlungsräume der neokatechumenalen Gemeinschaften prägen, kommen aus der künstlerischen Schule Argüellos. Zur Hochzeit des spanischen Prinzenpaares Felipe und Letizia im Frühjahr 2004 gestaltete der Ikonenmaler das Innere der Almudena-Kathedrale in Madrid neu. Argüello schuf in Zusammenarbeit mit verbundenen Architekten-Teams eigene Kirchen oder Gemeindezentren des Neo-Katechumenalen Weges und entwarf maßgeblich das Domus Galilaeae auf dem Berg der Seligpreisungen am See Genezareth, ein riesiges Ausbildungs- und Tagungszentrum der neokatechumenalen Gemeinschaft in Israel.

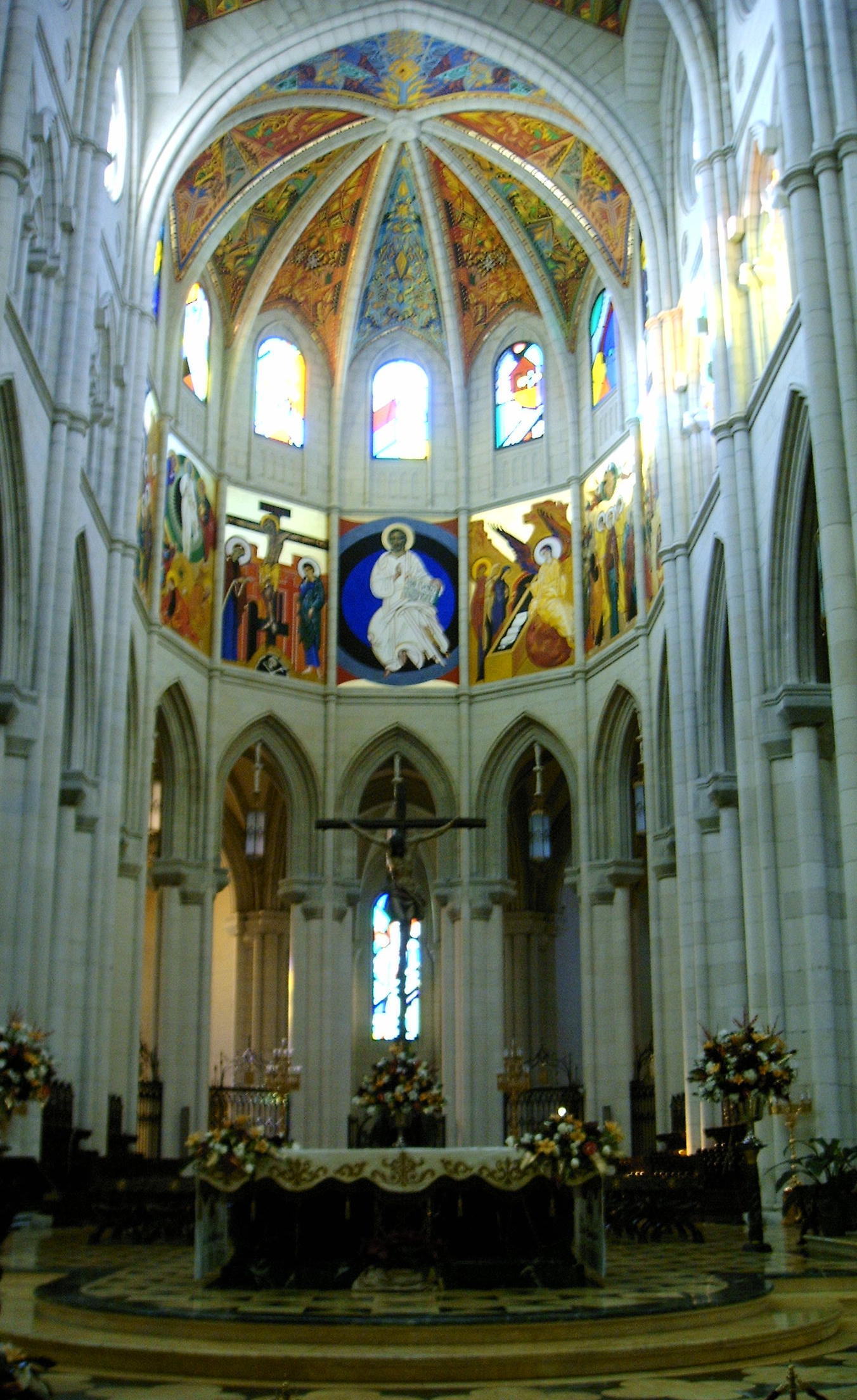
Von Kiko gestalteter Altarraum der Almudena-Kathedrale

Zudem schrieb er eine Vielzahl geistlicher Gesänge, die in einem eigenen Liederbuch gesammelt und von den neokatechumenalen Gemeinschaften weltweit gesungen werden. Anlässlich des Weltjugendtages 2011 komponierte Argüello eine „symphonische Katechese“ über „Das Leiden der Unschuldigen“. Sie wurde im Januar 2011 vor Papst Benedikt XVI. in Rom, im Juni desselben Jahres im Domus Galilaeae vor israelischen Juden und Christen, am 29. Mai 2011 im Beisein des Kölner Erzbischofs Joachim Kardinal Meisner vor 25.000 Jugendlichen des Neo-Katechumenalen Wegs in der Düsseldorfer Esprit-Arena und am 27. Dezember 2011 erneut in Bethlehem uraufgeführt.
Francisco Gómez de Argüello hat die Ehrendoktorwürde des Päpstlichen Instituts „Johannes Paul II.“ an der Päpstlichen Lateranuniversität in Rom (2009) und der Katholischen Universität „Johannes Paul II.“ in Lublin (2013) sowie (zusammen mit Carmen Hernández) der Katholischen Universität von Amerika (2015) erhalten. 2011 wurde er von Papst Benedikt XVI. zum Konsultor des Päpstlichen Rats zur Förderung der Neuevangelisierung ernannt. Für den 2016 aufgelösten Päpstlichen Rat für die Laien war er seit 1993 als Konsultor tätig (ernannt durch Johannes Paul II., zuletzt 2014 bestätigt durch Papst Franziskus).

## Schriften
- Das Kerygma – In den Baracken mit den Armen. 2013, ISBN 978-3-8306-7621-8.